# Súper Clásico del Fútbol Mexicano

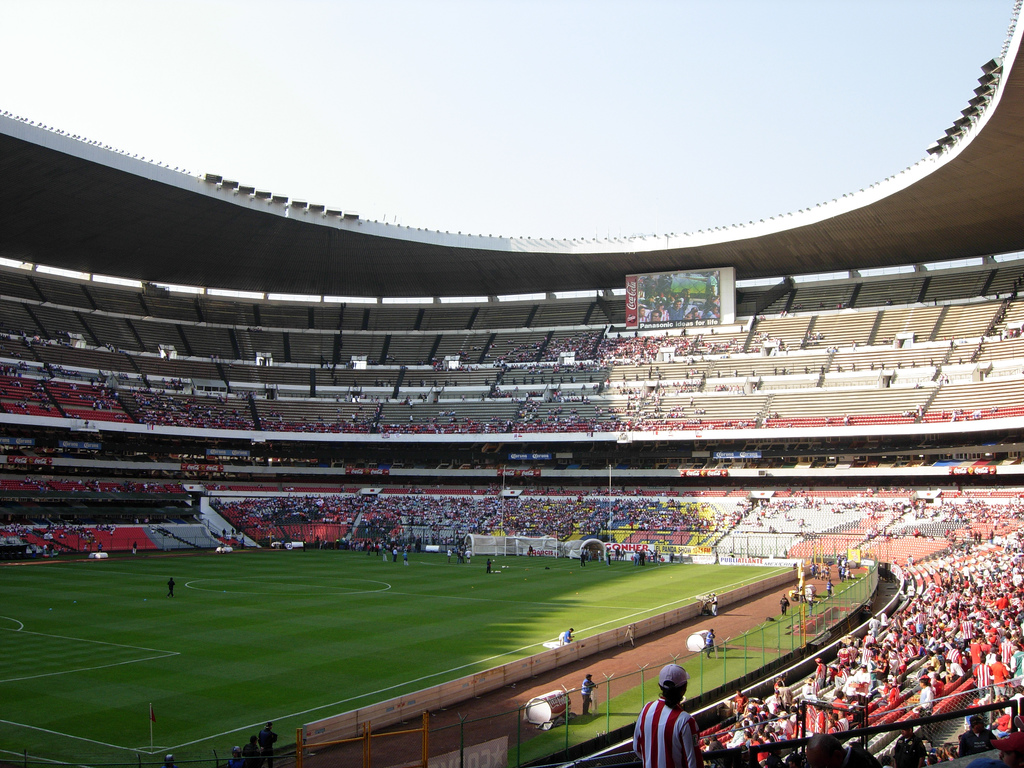
Aztekenstadion, Heimspielstätte des Club América.

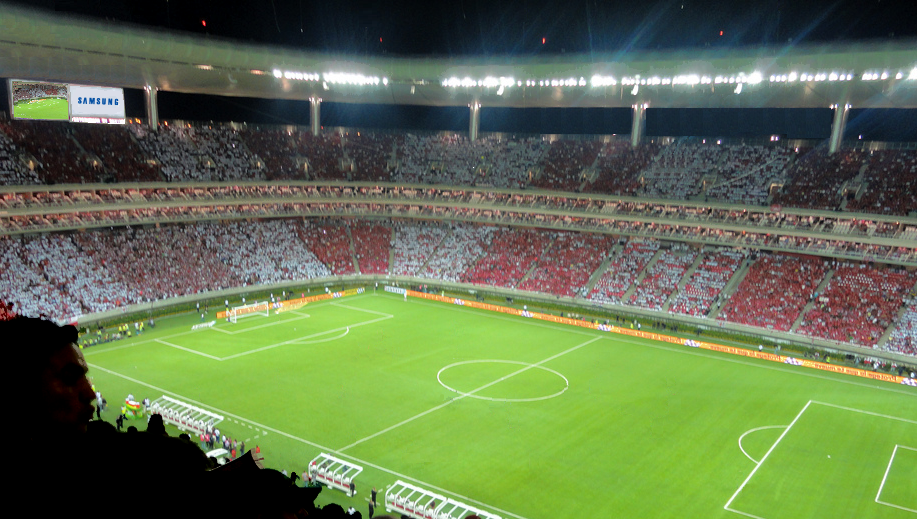
Das im Juli 2010 eröffnete Estadio Omnilife ist Heimspielstätte des CD Guadalajara.

El Súper Clásico del Fútbol Mexicano (dt. Der Superklassiker des mexikanischen Fußballs) ist die Begegnung zwischen dem Club América aus der Landeshauptstadt Mexiko-Stadt und dem Club Deportivo Guadalajara aus Guadalajara, der zweitgrößten Stadt Mexikos und Hauptstadt des Bundesstaates Jalisco.

## Geschichte

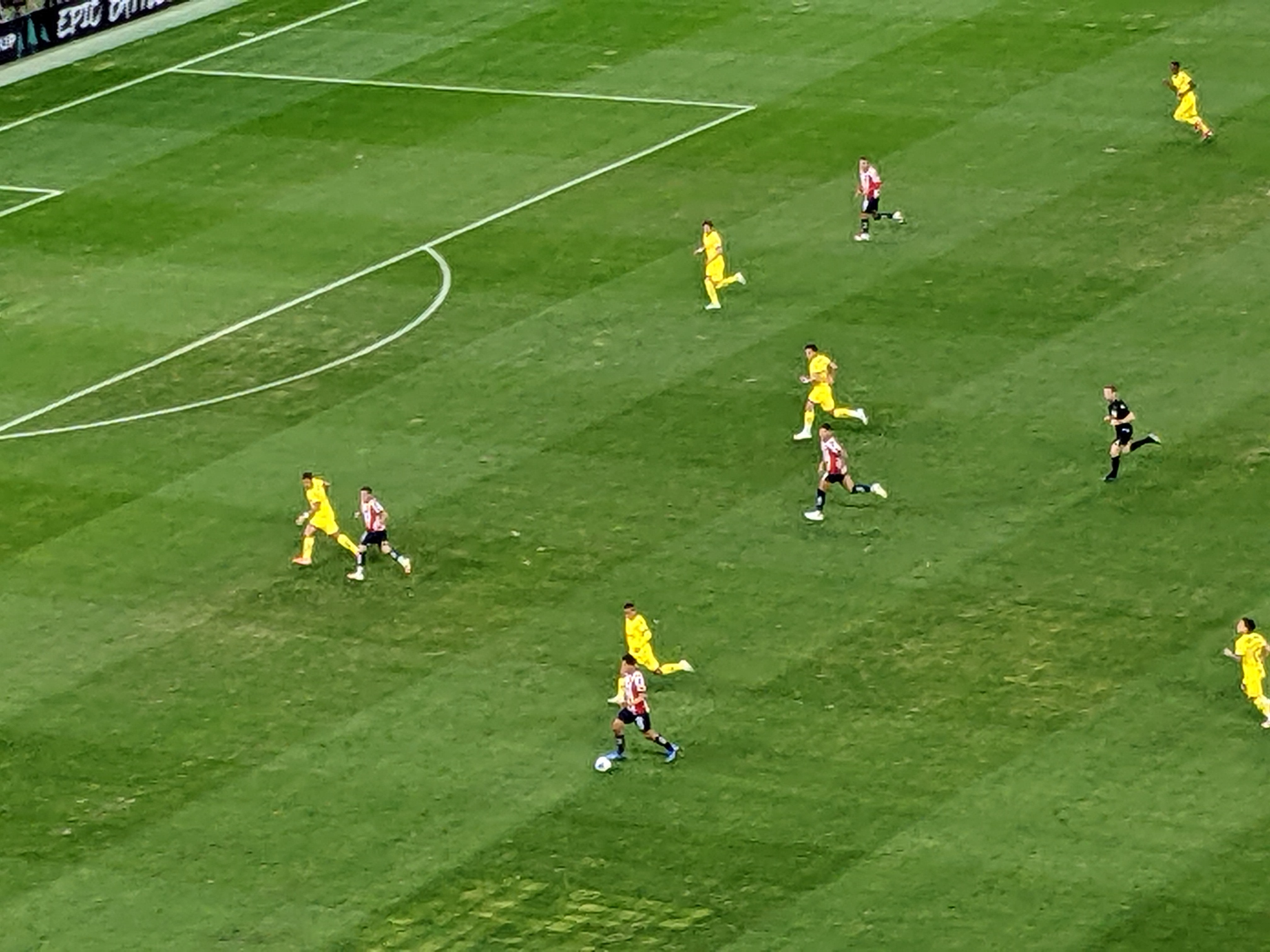
Spielszene aus dem CONCACAF Champions Cup 2025 im Estadio Akron

Der CD Guadalajara entwickelte sich zum ersten Serienmeister der mexikanischen Profiliga, die er in den neun Jahren zwischen 1957 und 1965 insgesamt siebenmal gewann. Die vier Titelgewinne in Folge, die zwischen 1959 und 1962 erzielt wurden, sind ein noch immer bestehender Rekord in der höchsten mexikanischen Spielklasse. Besonders stolz waren Verantwortliche und Fans von Chivas schon immer auf die Tatsache, dass diese grandiosen Erfolge von einer Mannschaft erzielt wurden, die ausschließlich aus mexikanischen Spielern bestand, während die Konkurrenten sich mit ausländischen Spielern mehr oder weniger gut verstärkt hatten. Als wohlhabendster Verein galt seit den 1960er Jahren der Hauptstadtverein América, der es sich leisten konnte, eine Reihe von teuren Spielern aus Südamerika (vor allem aus Argentinien) zu verpflichten. Als die große Zeit des CD Guadalajara mit dem siebten Titelgewinn von 1965 endete und der Club América in der folgenden Saison 1965/66 erstmals selbst die Meisterschaft gewann, wurde die bereits vorher bestehende Abneigung der beiden Rivalen noch verstärkt. Von nun an galt in Mexiko ihr Aufeinandertreffen als das Duell der „besten Mexikaner“ gegen die „besten Ausländer“.
Beim Súper Clásico kochen die Emotionen manchmal so hoch, dass es bereits mehrfach zu Massenschlägereien zwischen beiden Mannschaften kam. So zum Beispiel am 22. Mai 1983 beim Halbfinalrückspiel um die Meisterschaft. Nachdem América das Hinspiel im Estadio Jalisco mit 2:1 gewonnen hatte, gingen sie anschließend im heimischen Aztekenstadion mit 0:3 unter. Die überraschende Wendung führte zu einer Massenausschreitung. Ähnliche Szenen wiederholten sich drei Jahre später in einem Ligaspiel am 17. August 1986. In jüngerer Vergangenheit gerieten beide Mannschaften nach einem üblen Foul des América-Spielers Jean Beausejour am 4. April 2010 bei der allerletzten Austragung eines Súper Clásico im Estadio Jalisco (kurz darauf zog Chivas ins Estadio Omnilife um) aneinander.

## Der beliebteste Verein Mexikos?
Beide Vereine verfügen über die höchste Popularität im Lande und es ist in der Regel vom Zeitpunkt und dem ausgewählten Personenkreis der jeweiligen Umfrage abhängig, welche der beiden Mannschaften in der Popularitätsskala gerade den ersten und welche den zweiten Platz belegt.
So sah eine 2018 durch die Consulta Mitofsky durchgeführte Befragung Chivas mit 21,7 Prozent Zustimmungswerten knapp vor dem Club América mit 20,9 Prozent, während derselben Umfrage zufolge ein Jahr später die Zustimmungswerte für den Club América bei 32,1 Prozent und für Chivas bei nur 16,2 Prozent lagen. Anfang 2022 ermittelte die Consulta Mitofsky beinahe gleich hohe Zustimmungswerte von 19,4 Prozent für Chivas und von glatten 19 Prozent für den Club América. Hohe Sympathiewerte für einen Verein führen in den meisten Fällen auch zu hohen Negativwerten bei anderen Fans. Während derselben Umfrage zufolge (2022) „nur“ 18,8 Prozent Chivas als ihren meistgehassten Verein angaben, nannten 37,8 Prozent den Club América. Eine fast zur selben Zeit durchgeführte Umfrage sah in der Beliebtheitsskala Chivas (diesmal mit 25 Prozent Zustimmungswerten) ebenfalls vor dem Club América, der bei dieser Umfrage von 22 Prozent genannt wurde.
Ende 2019 fand eine ausgedehnte Umfrage statt, die den Club América mit landesweiten Zustimmungswerten von 14 Prozent vor dem Club Deportivo Guadalajara mit 12 Prozent sah. Dabei hatte Chivas die höchsten Zustimmungswerte bei den Männern in der Altersgruppe von über 50 Jahren, wo sie deutlich bessere Werte erzielten als der Club América. Bei den Frauen aller Altersgruppen war die Zuneigung zu einem der beiden großen Vereine erheblich vom Bildungsstand abhängig: während Frauen mit Universitätsabschluss mehrheitlich zu Chivas tendierten, bekannten sich Frauen mit einem geringeren Schulabschluss mehrheitlich zum Club América.

## Derbybilanz
Die nachfolgende Statistik beinhaltet alle Spiele seit Einführung des Profifußballs 1943 in Mexiko bis einschließlich 19. Mai 2024. Nicht berücksichtigt sind die drei Spiele während der Amateurepoche 1926, von denen Guadalajara zwei gewann und ein Spiel unentschieden endete.
| Wettbewerb                           | Spiele | AME | REM | GDL | Tore A | Tore G |
| ------------------------------------ | ------ | --- | --- | --- | ------ | ------ |
| Mexikanische Liga                    | 161    | 51  | 54  | 56  | 200    | 215    |
| Liguilla                             | 30     | 17  | 6   | 7   | 35     | 23     |
| LIGA UND LIGUILLA                    | 191    | 68  | 60  | 63  | 235    | 238    |
| Pokal                                | 14     | 6   | 7   | 1   | 19     | 11     |
| Supercup                             | 4      | 0   | 0   | 2   | 1      | 4      |
| CONCACAF Champions League            | 2      | 2   | 1   | 1   | 9      | 5      |
| Copa Libertadores                    | 2      | 2   | 0   | 0   | 3      | 0      |
| Pre-Libertadores                     | 2      | 2   | 0   | 0   | 3      | 0      |
| InterLiga                            | 1      | 0   | 1   | 0   | 1      | 1      |
| OFFIZIELLE SPIELE                    | 216    | 80  | 69  | 67  | 271    | 259    |
| Inoffizielle Turniere und Testspiele | 39     | 16  | 11  | 12  | 64     | 52     |
| GESAMTBILANZ                         | 255    | 96  | 80  | 79  | 335    | 311    |

| Spiele: Spiele insgesamt |
| AME: Siege América       |
| REM: Remis               |
| GDL: Siege Guadalajara   |
| Tore A: Tore América     |
| Tore G: Tore Guadalajara |

Anmerkung: Erst durch Elfmeterschießen gewonnene Spiele fließen als Remis in die Derbystatistik ein.

### Spielerrekorde in den Clásicos
Die Spieler mit den meisten Einsätzen im Clásico (jeweils 50) sind Juan Jasso (Guadalajara) und Cristóbal Ortega (América). Die meisten Tore im Clásico erzielten Salvador Reyes (13) für Guadalajara und Luis Roberto Alves (10) für América.

## Punktspiele in der mexikanischen Profiliga

Ticket eines Súper Clásico Mexicano in Mexiko-Stadt.

Ticket eines Súper Clásico Mexicano in Guadalajara.

Die Begegnung zwischen beiden Vereinen stellt alle anderen Spiele der in der Saison 1943/44 eingeführten höchsten mexikanischen Profiliga in den Schatten. Neben der Tatsache, dass beide Vereine mit jeweils elf Titeln gemeinsame Rekordsieger der mexikanischen Profiliga sind, sind beide zudem auch die einzigen Vereine, die seit Anbeginn stets im Fußballoberhaus vertreten waren. So kam es denn auch bisher in jeder Spielzeit – mit Ausnahme der beiden Sonderturniere México 70 und México 86, als der Spielplan es nicht vorsah – zur direkten Konfrontation der beiden Vereine.

### Alle Superclásicos in der mexikanischen Profiliga
| Spielzeit         | Spieltag | Heim        | Ergebnis | Gast        | Stadion                               | Datum              |
| ----------------- | -------- | ----------- | -------- | ----------- | ------------------------------------- | ------------------ |
| 1943/44           | 9        | Guadalajara | 3:1      | América     | Parque Oblatos                        | 16. Januar 1944    |
| 1943/44           | 13       | América     | 7:2      | Guadalajara | Parque Asturias                       | 20. Februar 1944   |
| 1944/45           | 1        | Guadalajara | 2:2      | América     | Parque Oblatos                        | 20. August 1944    |
| 1944/45           | 17       | América     | 0:0      | Guadalajara | Parque Asturias                       | 11. Februar 1945   |
| 1945/46           | 2        | América     | 4:6      | Guadalajara | Parque Asturias                       | 20. August 1945    |
| 1945/46           | 28       | Guadalajara | 4:2      | América     | Parque Oblatos                        | 19. Mai 1946       |
| 1946/47           | 2        | América     | 2:3      | Guadalajara | Parque Asturias                       | 25. August 1946    |
| 1946/47           | 19       | Guadalajara | 3:0      | América     | Parque Oblatos                        | 16. Mai 1947       |
| 1947/48           | 3        | Guadalajara | 4:3      | América     | Parque Oblatos                        | 21. September 1947 |
| 1947/48           | 22       | América     | 4:3      | Guadalajara | Olímpico de la Ciudad de los Deportes | 2. Mai 1948        |
| 1948/49           | 5        | Guadalajara | 6:2      | América     | Parque Oblatos                        | 24. Oktober 1948   |
| 1948/49           | 18       | América     | 1:2      | Guadalajara | Olímpico de la Ciudad de los Deportes | 20. April 1949     |
| 1949/50           | 1        | Guadalajara | 2:1      | América     | Parque Oblatos                        | 10. Oktober 1949   |
| 1949/50           | 14       | América     | 2:2      | Guadalajara | Olímpico de la Ciudad de los Deportes | 29. Januar 1950    |
| 1950/51           | 3        | América     | 0:2      | Guadalajara | Olímpico de la Ciudad de los Deportes | 5. Oktober 1950    |
| 1950/51           | 14       | Guadalajara | 0:0      | América     | Parque Oblatos                        | 22. Februar 1951   |
| 1951/52           | 7        | Guadalajara | 2:2      | América     | Parque Oblatos                        | 2. September 1951  |
| 1951/52           | 17       | América     | 2:3      | Guadalajara | Olímpico de la Ciudad de los Deportes | 17. November 1951  |
| 1952/53           | 7        | Guadalajara | 3:2      | América     | Parque Oblatos                        | 31. August 1952    |
| 1952/53           | 18       | América     | 3:2      | Guadalajara | Olímpico de la Ciudad de los Deportes | 16. November 1952  |
| 1953/54           | 19       | Guadalajara | 2:0      | América     | Parque Oblatos                        | 27. September 1953 |
| 1953/54           | 8        | América     | 0:1      | Guadalajara | Olímpico de la Ciudad de los Deportes | 17. Januar 1954    |
| 1954/55           | 3        | América     | 2:0      | Guadalajara | Olímpico de la Ciudad de los Deportes | 5. September 1954  |
| 1954/55           | 14       | Guadalajara | 2:0      | América     | Parque Oblatos                        | 21. November 1954  |
| 1955/56           | 5        | América     | 3:0      | Guadalajara | Olímpico Universitario                | 3. August 1955     |
| 1955/56           | 18       | Guadalajara | 1:2      | América     | Parque Oblatos                        | 6. November 1955   |
| 1956/57           | 8        | Guadalajara | 7:0      | América     | Parque Oblatos                        | 22. August 1956    |
| 1956/57           | 20       | América     | 1:3      | Guadalajara | Olímpico Universitario                | 2. Dezember 1956   |
| 1957/58           | 8        | América     | 1:0      | Guadalajara | Olímpico Universitario                | 1. September 1957  |
| 1957/58           | 21       | Guadalajara | 3:1      | América     | Parque Oblatos                        | 29. Dezember 1957  |
| 1958/59           | 7        | Guadalajara | 3:2      | América     | Parque Oblatos                        | 24. August 1958    |
| 1958/59           | 20       | América     | 0:2      | Guadalajara | Olímpico Universitario                | 30. November 1958  |
| 1959/60           | 7        | Guadalajara | 0:2      | América     | Parque Oblatos                        | 5. August 1959     |
| 1959/60           | 20       | América     | 1:2      | Guadalajara | Olímpico Universitario                | 12. November 1959  |
| 1960/61           | 6        | Guadalajara | 1:0      | América     | Jalisco                               | 10. August 1960    |
| 1960/61           | 20       | América     | 0:1      | Guadalajara | Olímpico Universitario                | 4. Dezember 1960   |
| 1961/62           | 8        | América     | 0:1      | Guadalajara | Olímpico Universitario                | 3. August 1961     |
| 1961/62           | 21       | Guadalajara | 1:0      | América     | Jalisco                               | 29. November 1961  |
| 1962/63           | 2        | Guadalajara | 2:2      | América     | Jalisco                               | 8. Juli 1962       |
| 1962/63           | 15       | América     | 0:0      | Guadalajara | Olímpico Universitario                | 7. Oktober 1962    |
| 1963/64           | 11       | Guadalajara | 0:0      | América     | Jalisco                               | 22. September 1963 |
| 1963/64           | 24       | América     | 0:2      | Guadalajara | Olímpico Universitario                | 22. Dezember 1963  |
| 1964/65           | 3        | Guadalajara | 0:0      | América     | Jalisco                               | 18. Juni 1964      |
| 1964/65           | 18       | América     | 1:1      | Guadalajara | Olímpico Universitario                | 4. Oktober 1964    |
| 1965/66           | 7        | Guadalajara | 2:0      | América     | Jalisco                               | 11. Juli 1965      |
| 1965/66           | 22       | América     | 2:1      | Guadalajara | Olímpico Universitario                | 23. Oktober 1965   |
| 1966/67           | 10       | Guadalajara | 0:0      | América     | Jalisco                               | 25. September 1966 |
| 1966/67           | 25       | América     | 2:1      | Guadalajara | Azteca                                | 15. Januar 1967    |
| 1967/68           | 10       | Guadalajara | 0:0      | América     | Jalisco                               | 10. September 1967 |
| 1967/68           | 25       | América     | 0:0      | Guadalajara | Azteca                                | 21. Dezember 1967  |
| 1968/69           | 6        | América     | 2:2      | Guadalajara | Azteca                                | 28. April 1968     |
| 1968/69           | 21       | Guadalajara | 3:0      | América     | Jalisco                               | 10. November 1968  |
| 1969/70           | 6        | Guadalajara | 3:1      | América     | Jalisco                               | 12. April 1969     |
| 1969/70           | 21       | América     | 1:4      | Guadalajara | Azteca                                | 23. Oktober 1969   |
| 1970/71           | 11       | América     | 5:2      | Guadalajara | Azteca                                | 4. Februar 1971    |
| 1970/71           | 28       | Guadalajara | 1:2      | América     | Jalisco                               | 5. Juni 1971       |
| 1971/72           | 8        | Guadalajara | 1:3      | América     | Jalisco                               | 18. Dezember 1971  |
| 1971/72           | 25       | América     | 2:0      | Guadalajara | Azteca                                | 16. April 1972     |
| 1972/73           | 8        | América     | 1:0      | Guadalajara | Azteca                                | 19. November 1972  |
| 1972/73           | 25       | Guadalajara | 0:0      | América     | Jalisco                               | 17. März 1973      |
| 1973/74           | 15       | América     | 0:1      | Guadalajara | Azteca                                | 21. Oktober 1973   |
| 1973/74           | 32       | Guadalajara | 0:2      | América     | Jalisco                               | 6. April 1974      |
| 1974/75           | 11       | América     | 2:2      | Guadalajara | Azteca                                | 13. Oktober 1974   |
| 1974/75           | 30       | Guadalajara | 2:2      | América     | Jalisco                               | 6. April 1975      |
| 1975/76           | 6        | Guadalajara | 0:3      | América     | Jalisco                               | 4. Dezember 1975   |
| 1975/76           | 25       | América     | 0:0      | Guadalajara | Azteca                                | 15. April 1976     |
| 1976/77           | 7        | América     | 2:2      | Guadalajara | Azteca                                | 24. November 1976  |
| 1976/77           | 26       | Guadalajara | 1:1      | América     | Jalisco                               | 6. März 1977       |
| 1977/78           | 15       | Guadalajara | 1:1      | América     | Jalisco                               | 24. November 1977  |
| 1977/78           | 34       | América     | 1:0      | Guadalajara | Azteca                                | 9. April 1978      |
| 1978/79           | 7        | América     | 0:0      | Guadalajara | Azteca                                | 21. Oktober 1978   |
| 1978/79           | 26       | Guadalajara | 0:0      | América     | Jalisco                               | 4. März 1979       |
| 1979/80           | 4        | Guadalajara | 1:1      | América     | Jalisco                               | 14. Oktober 1979   |
| 1979/80           | 23       | América     | 3:1      | Guadalajara | Azteca                                | 24. Februar 1980   |
| 1980/81           | 13       | América     | 1:0      | Guadalajara | Azteca                                | 18. Januar 1981    |
| 1980/81           | 32       | Guadalajara | 2:0      | América     | Jalisco                               | 31. Mai 1981       |
| 1981/82           | 13       | Guadalajara | 2:0      | América     | Jalisco                               | 6. Dezember 1981   |
| 1981/82           | 32       | América     | 1:1      | Guadalajara | Azteca                                | 4. April 1982      |
| 1982/83           | 15       | Guadalajara | 0:2      | América     | Jalisco                               | 3. Dezember 1982   |
| 1982/83           | 34       | América     | 2:0      | Guadalajara | Azteca                                | 10. April 1983     |
| 1983/84           | 2        | Guadalajara | 1:1      | América     | Jalisco                               | 11. September 1983 |
| 1983/84           | 21       | América     | 1:1      | Guadalajara | Azteca                                | 22. Januar 1984    |
| 1984/85           | 13       | América     | 0:0      | Guadalajara | Azteca                                | 11. Dezember 1984  |
| 1984/85           | 32       | Guadalajara | 0:0      | América     | Jalisco                               | 24. März 1985      |
| PRODE 1985        | 2        | Guadalajara | 3:1      | América     | Jalisco                               | 18. Juli 1985      |
| PRODE 1985        | 7        | América     | 1:0      | Guadalajara | Azteca                                | 18. August 1985    |
| 1986/87           | 3        | América     | 1:0      | Guadalajara | Azteca                                | 17. August 1986    |
| 1986/87           | 24       | Guadalajara | 2:2      | América     | Jalisco                               | 11. Januar 1987    |
| 1987/88           | 15       | América     | 1:0      | Guadalajara | Azteca                                | 20. Dezember 1987  |
| 1987/88           | 34       | Guadalajara | 3:2      | América     | Jalisco                               | 15. Mai 1988       |
| 1988/89           | 12       | Guadalajara | 2:2      | América     | Jalisco                               | 29. Dezember 1988  |
| 1988/89           | 31       | América     | 3:1      | Guadalajara | Azteca                                | 30. April 1989     |
| 1989/90           | 3        | Guadalajara | 2:2      | América     | Jalisco                               | 24. September 1989 |
| 1989/90           | 22       | América     | 2:2      | Guadalajara | Azteca                                | 14. Januar 1990    |
| 1990/91           | 12       | Guadalajara | 1:1      | América     | Jalisco                               | 9. Dezember 1990   |
| 1990/91           | 31       | América     | 2:2      | Guadalajara | Azteca                                | 14. April 1991     |
| 1991/92           | 2        | América     | 1:1      | Guadalajara | Azteca                                | 22. September 1991 |
| 1991/92           | 21       | Guadalajara | 0:0      | América     | Jalisco                               | 19. Januar 1992    |
| 1992/93           | 3        | Guadalajara | 1:0      | América     | Jalisco                               | 30. August 1992    |
| 1992/93           | 22       | América     | 2:1      | Guadalajara | Azteca                                | 10. Januar 1993    |
| 1993/94           | 4        | Guadalajara | 0:0      | América     | Jalisco                               | 5. September 1993  |
| 1993/94           | 23       | América     | 1:0      | Guadalajara | Azteca                                | 5. Januar 1994     |
| 1994/95           | 11       | Guadalajara | 3:4      | América     | Jalisco                               | 13. November 1994  |
| 1994/95           | 30       | América     | 0:0      | Guadalajara | Azteca                                | 19. März 1995      |
| 1995/96           | 9        | Guadalajara | 0:2      | América     | Jalisco                               | 22. Oktober 1995   |
| 1995/96           | 26       | América     | 2:3      | Guadalajara | Azteca                                | 18. Februar 1996   |
| Invierno 1996     | 3        | Guadalajara | 5:0      | América     | Jalisco                               | 25. August 1996    |
| Verano 1997       | 3        | América     | 0:0      | Guadalajara | Azteca                                | 27. Januar 1997    |
| Invierno 1997     | 4        | Guadalajara | 1:2      | América     | Jalisco                               | 10. August 1997    |
| Verano 1998       | 4        | América     | 0:0      | Guadalajara | Azteca                                | 25. Januar 1998    |
| Invierno 1998     | 8        | Guadalajara | 1:0      | América     | Jalisco                               | 20. September 1998 |
| Verano 1999       | 8        | América     | 0:1      | Guadalajara | Azteca                                | 7. März 1999       |
| Invierno 1999     | 5        | América     | 2:0      | Guadalajara | Azteca                                | 12. September 1999 |
| Verano 2000       | 5        | Guadalajara | 3:0      | América     | Jalisco                               | 13. Februar 2000   |
| Invierno 2000     | 7        | América     | 0:3      | Guadalajara | Azteca                                | 10. September 2000 |
| Verano 2001       | 7        | Guadalajara | 1:2      | América     | Jalisco                               | 14. Februar 2001   |
| Invierno 2001     | 14       | Guadalajara | 1:1      | América     | Jalisco                               | 21. Oktober 2001   |
| Verano 2002       | 14       | América     | 2:3      | Guadalajara | Azteca                                | 31. März 2002      |
| Apertura 2002     | 2        | Guadalajara | 0:1      | América     | Jalisco                               | 11. August 2002    |
| Clausura 2003     | 2        | América     | 1:1      | Guadalajara | Azteca                                | 19. Januar 2003    |
| Apertura 2003     | 17       | América     | 1:2      | Guadalajara | Azteca                                | 9. November 2003   |
| Clausura 2004     | 17       | Guadalajara | 0:1      | América     | Jalisco                               | 1. Mai 2004        |
| Apertura 2004     | 9        | Guadalajara | 1:1      | América     | Jalisco                               | 2. Oktober 2004    |
| Clausura 2005     | 9        | América     | 3:3      | Guadalajara | Azteca                                | 13. März 2005      |
| Apertura 2005     | 7        | América     | 0:0      | Guadalajara | Azteca                                | 11. September 2005 |
| Clausura 2006     | 7        | Guadalajara | 1:0      | América     | Jalisco                               | 26. Februar 2006   |
| Apertura 2006     | 11       | Guadalajara | 2:0      | América     | Jalisco                               | 30. September 2006 |
| Clausura 2007     | 11       | América     | 1:0      | Guadalajara | Azteca                                | 18. März 2007      |
| Apertura 2007     | 14       | América     | 2:1      | Guadalajara | Azteca                                | 28. Oktober 2007   |
| Clausura 2008     | 14       | Guadalajara | 3:2      | América     | Jalisco                               | 13. April 2008     |
| Apertura 2008     | 14       | América     | 1:2      | Guadalajara | Azteca                                | 26. Dezember 2008  |
| Clausura 2009     | 14       | Guadalajara | 1:0      | América     | Jalisco                               | 19. April 2009     |
| Apertura 2009     | 13       | América     | 1:0      | Guadalajara | Azteca                                | 25. Oktober 2009   |
| Bicentenario 2010 | 13       | Guadalajara | 1:0      | América     | Jalisco                               | 4. April 2010      |
| Apertura 2010     | 13       | América     | 0:0      | Guadalajara | Azteca                                | 24. Oktober 2010   |
| Clausura 2011     | 13       | Guadalajara | 3:0      | América     | Omnilife                              | 10. April 2011     |
| Apertura 2011     | 14       | América     | 1:3      | Guadalajara | Azteca                                | 23. Oktober 2011   |
| Clausura 2012     | 14       | Guadalajara | 0:1      | América     | Omnilife                              | 8. April 2012      |
| Apertura 2012     | 12       | América     | 1:3      | Guadalajara | Azteca                                | 6. Oktober 2012    |
| Clausura 2013     | 12       | Guadalajara | 0:2      | América     | Omnilife                              | 31. März 2013      |
| Apertura 2013     | 13       | América     | 2:0      | Guadalajara | Azteca                                | 5. Oktober 2013    |
| Clausura 2014     | 13       | Guadalajara | 0:4      | América     | Omnilife                              | 30. März 2014      |
| Apertura 2014     | 15       | América     | 0:0      | Guadalajara | Azteca                                | 2. November 2014   |
| Clausura 2015     | 15       | Guadalajara | 1:1      | América     | Omnilife                              | 27. April 2015     |
| Apertura 2015     | 10       | América     | 1:2      | Guadalajara | Azteca                                | 27. September 2015 |
| Clausura 2016     | 10       | Guadalajara | 1:2      | América     | Chivas                                | 14. März 2016      |
| Apertura 2016     | 7        | América     | 0:3      | Guadalajara | Azteca                                | 26. August 2016    |
| Clausura 2017     | 7        | Guadalajara | 1:0      | América     | Chivas                                | 18. Februar 2017   |
| Apertura 2017     | 10       | América     | 2:1      | Guadalajara | Azteca                                | 18. Oktober 2017   |
| Clausura 2018     | 10       | Guadalajara | 1:1      | América     | Akron                                 | 3. März 2018       |
| Apertura 2018     | 11       | América     | 1:1      | Guadalajara | Azteca                                | 30. September 2018 |
| Clausura 2019     | 11       | Guadalajara | 0:2      | América     | Akron                                 | 16. März 2019      |
| Apertura 2019     | 12       | América     | 4:1      | Guadalajara | Azteca                                | 28. September 2019 |
| Clausura 2020     | 12       | Guadalajara | –:–      | América     | ausgefallen wegen Covid-19            |                    |
| Guard1anes 2020   | 11       | América     | 1:0      | Guadalajara | Azteca                                | 19. September 2020 |
| Guard1anes 2021   | 11       | Guadalajara | 0:3      | América     | Akron                                 | 14. März 2021      |
| Apertura 2021     | 10       | América     | 0:0      | Guadalajara | Azteca                                | 25. September 2021 |
| Clausura 2022     | 10       | Guadalajara | 0:0      | América     | Akron                                 | 12. März 2022      |
| Apertura 2022     | 15       | América     | 2:1      | Guadalajara | Azteca                                | 17. September 2022 |
| Clausura 2023     | 12       | Guadalajara | 2:4      | América     | Akron                                 | 18. März 2023      |
| Apertura 2023     | 8        | América     | 4:0      | Guadalajara | Azteca                                | 16. September 2023 |
| Clausura 2024     | 12       | Guadalajara | 0:0      | América     | Akron                                 | 16. März 2024      |

### Heimbilanzen in den Ligaspielen
| Heimbilanz     | Spiele | S  | U  | N  | Tore H | Tore A |
| -------------- | ------ | -- | -- | -- | ------ | ------ |
| Club América   | 81     | 31 | 26 | 24 | 111    | 098    |
| CD Guadalajara | 80     | 32 | 28 | 20 | 117    | 089    |

| Tore H: Tore der Heimmannschaft     |
| Tore A: Tore der Auswärtsmannschaft |

### Rekorde
Der höchste Sieg im Súper Clásico war ein 7:0 von Guadalajara im Heimspiel der Saison 1956/57. Erfolgreichster Torschütze in diesem Spiel war Crescencio Gutiérrez mit 3 Treffern. Der höchste Heimsieg von América datiert aus der Eröffnungssaison der Profiliga 1943/44 und war ein 7:2. Zu diesem Sieg steuerte Leopoldo Proal die ersten 4 Tore bei. Das torreichste Derby fand 1945/46 im Parque Asturias statt und wurde von Guadalajara mit 6:4 gewonnen. Der höchste Auswärtssieg von América war ein 4:0 in der Saison 2013/14 und von Chivas ein 4:1 in der Saison 1969/70 sowie ein 3:0 in der Saison 2016/17.
Die längsten Siegesserien erstreckten sich über fünf Siege, was Guadalajara zweimal (zwischen dem 20. August 1945 und dem 21. September 1947 sowie noch einmal zwischen dem 12. November 1959 und dem 29. November 1961) und América einmal (zwischen dem 4. Februar 1971 und dem 19. November 1972) gelang.
Am längsten daheim unbesiegt blieb Guadalajara von der Einführung der Profiliga bis zum 6. November 1955, als dem Club América erst beim 13. Gastspiel in Guadalajara der erste Sieg gelang. Von den vorherigen zwölf Spielen konnte Chivas neun gewinnen und drei endeten unentschieden. Eine ähnlich lange Erfolgsserie auf eigenem Platz konnte Chivas zwischen dem 11. September 1983 und dem 5. September 1993 erzielen, als die Mannschaft in elf aufeinander folgenden Heimspielen unbesiegt blieb, wobei in diesem Zeitraum nur drei Siege heraussprangen. Die längste Siegesserie auf eigenem Platz wurde zwischen dem 26. Februar 2006 und dem 10. April 2011 erzielt, als Guadalajara sechsmal in Folge gewann und dabei sogar fünfmal ohne Gegentreffer blieb. Die längste Durststrecke auf eigenem Platz musste Guadalajara zwischen dem 5. Juni 1971 und dem 14. Oktober 1979 hinnehmen, als die Chivasi kein einziges ihrer zehn Heimspiele in den 1970er Jahren gewinnen konnten (vier Niederlagen und sechs Remis).
Der einzige Sieg Guadalajaras in den 1970er Jahren war ein 1:0-Erfolg am 21. Oktober 1973 im Aztekenstadion von Mexiko-Stadt, dem sich eine erstaunliche Heimserie der Americanistas anschloss. Denn mit dem 2:2 am 13. Oktober 1974 begann eine Serie von 21 Heimspielen (10 Siege, 11 Remis), die die Aguilas auf eigenem Platz ungeschlagen blieben, ehe Guadalajara erst am 18. Februar 1996 mit einem 3:2-Erfolg der nächste Auswärtssieg gelang. Dieser Zeitraum beinhaltete auch die längste Siegesserie, als América zwischen dem 18. August 1985 und dem 30. April 1989 vier Heimsiege in Folge erzielte. Am längsten ohne Heimsieg blieb América in den sieben Heimspielen zwischen dem 30. November 1958 und dem 4. Oktober 1964. Im selben Zeitraum fand auch (zwischen dem 30. November 1958 und dem 3. August 1961) die längste Niederlagenserie auf eigenem Platz statt, als vier Heimspiele in Folge verloren wurden. América konnte bisher noch nie mehr als zwei Auswärtsspiele in Folge beim größten Rivalen gewinnen.

## Alle Superclásicos in den Liguillas
Bisher trafen die beiden Erzrivalen insgesamt 15 Mal in den Liguillas aufeinander, die in zwei Fällen in Form einer Gruppenphase und ansonsten im K.-o.-System ausgetragen wurden. Beim ersten Vergleich, der im Rahmen einer Gruppenphase stattfand, scheiterten beide Teams, die im direkten Vergleich jeweils auswärts gewannen. Ansonsten setzte América sich zehnmal durch, während Guadalajara nur vier Vergleiche für sich entscheiden konnte. Erstmals überhaupt gewannen sie in der Apertura 2020 beide Begegnungen. Auffallend ist ferner, dass Guadalajara in den Liguillas nicht vom Heimvorteil profitieren konnte. Während Chivas bisher erst drei Heimsiege verbuchen konnte, gewannen sie bereits viermal im Aztekenstadion.
| Spielzeit       | Spieltag           | Heim        | Ergebnis | Gast        | Stadion | Datum             |
| --------------- | ------------------ | ----------- | -------- | ----------- | ------- | ----------------- |
| 1976/77         | Viertelfinalgruppe | Guadalajara | 1-2      | América     | Jalisco | 1. Juni 1977      |
| 1976/77         | Viertelfinalgruppe | América     | 0-1      | Guadalajara | Azteca  | 18. Juni 1977     |
| 1982/83         | Halbfinale         | Guadalajara | 1:2      | América     | Jalisco | 19. Mai 1983      |
| 1982/83         | Halbfinale         | América     | 0:3      | Guadalajara | Azteca  | 22. Mai 1983      |
| 1983/84         | Finale             | Guadalajara | 2:2      | América     | Jalisco | 7. Juni 1984      |
| 1983/84         | Finale             | América     | 3:1      | Guadalajara | Azteca  | 10. Juni 1984     |
| 1984/85         | Viertelfinale      | Guadalajara | 0:2      | América     | Jalisco | 9. Mai 1985       |
| 1984/85         | Viertelfinale      | América     | 1:0      | Guadalajara | Azteca  | 12. Mai 1985      |
| 1988/89         | Viertelfinalgruppe | América     | 2:1      | Guadalajara | Azteca  | 22. Juni 1989     |
| 1988/89         | Viertelfinalgruppe | Guadalajara | 2:1      | América     | Jalisco | 25. Juni 1989     |
| 1990/91         | Halbfinale         | Guadalajara | 0:2      | América     | Jalisco | 13. Juni 1991     |
| 1990/91         | Halbfinale         | América     | 3:0      | Chivas      | Azteca  | 16. Juni 1991     |
| Invierno 1997   | Viertelfinale      | Guadalajara | 1:3      | América     | Jalisco | 18. November 1997 |
| Invierno 1997   | Viertelfinale      | América     | 1:0      | Guadalajara | Azteca  | 21. November 1997 |
| Invierno 1999   | Viertelfinale      | Guadalajara | 0:0      | América     | Jalisco | 2. Dezember 1999  |
| Invierno 1999   | Viertelfinale      | América     | 1:0      | Guadalajara | Azteca  | 5. Dezember 1999  |
| Apertura 2006   | Halbfinale         | Guadalajara | 2:0      | América     | Jalisco | 30. November 2006 |
| Apertura 2006   | Halbfinale         | América     | 0:0      | Guadalajara | Azteca  | 3. Dezember 2006  |
| Clausura 2007   | Halbfinale         | América     | 1:0      | Guadalajara | Azteca  | 17. Mai 2007      |
| Clausura 2007   | Halbfinale         | Guadalajara | 0:1      | América     | Jalisco | 20. Mai 2007      |
| Clausura 2016   | Viertelfinale      | Guadalajara | 0:0      | América     | Chivas  | 13. Mai 2016      |
| Clausura 2016   | Viertelfinale      | América     | 2:1      | Guadalajara | Azteca  | 16. Mai 2016      |
| Apertura 2016   | Viertelfinale      | América     | 1:1      | Guadalajara | Azteca  | 24. November 2016 |
| Apertura 2016   | Viertelfinale      | Guadalajara | 0:1      | América     | Chivas  | 27. November 2016 |
| Guard1anes 2020 | Viertelfinale      | Guadalajara | 1:0      | América     | Akron   | 25. November 2020 |
| Guard1anes 2020 | Viertelfinale      | América     | 1:2      | Guadalajara | Azteca  | 28. November 2020 |
| Clausura 2023   | Halbfinale         | Guadalajara | 0:1      | América     | Akron   | 18. Mai 2023      |
| Clausura 2023   | Halbfinale         | América     | 1:3      | Guadalajara | Azteca  | 21. Mai 2023      |
| Clausura 2024   | Halbfinale         | Guadalajara | 0:0      | América     | Akron   | 15. Mai 2024      |
| Clausura 2024   | Halbfinale         | América     | 1:0      | Guadalajara | Azteca  | 18. Mai 2024      |

### Heimbilanzen in den Liguillas
| Heimbilanz     | Spiele | S | U | N | Tore H | Tore A |
| -------------- | ------ | - | - | - | ------ | ------ |
| Club América   | 15     | 9 | 2 | 4 | 18     | 13     |
| CD Guadalajara | 15     | 3 | 4 | 8 | 10     | 17     |

| Tore H: Tore der Heimmannschaft     |
| Tore A: Tore der Auswärtsmannschaft |

## Pokal
| Turnier       | Runde              | Heim        | Ergebnis        | Gast        | Stadion                               | Datum              |
| ------------- | ------------------ | ----------- | --------------- | ----------- | ------------------------------------- | ------------------ |
| 1942/43       | Vorrundengruppe    | Guadalajara | 1:0             | América     | Parque Oblatos                        | 1. Juli 1943       |
| 1953/54       | Finale (Hinspiel)  | Guadalajara | 1:1             | América     | Parque Oblatos                        | 6. Mai 1954        |
| 1953/54       | Finale (Rückspiel) | América     | 1:1 (3:2 i. E.) | Guadalajara | Olímpico de la Ciudad de los Deportes | 12. Mai 1954       |
| 1954/55       | Finale             | América     | 1:0             | Guadalajara | Olímpico de la Ciudad de los Deportes | 6. März 1955       |
| 1965/66       | Vorrundengruppe    | Guadalajara | 1:1             | América     | Jalisco                               | 17. Februar 1966   |
| 1965/66       | Vorrundengruppe    | América     | 1:1             | Guadalajara | Olímpico Universitario                | 12. März 1966      |
| 1968/69       | Vorrundengruppe    | Guadalajara | 2:2             | América     | Jalisco                               | 30. Mai 1968       |
| 1968/69       | Vorrundengruppe    | América     | 1:1             | Guadalajara | Azteca                                | 1. September 1968  |
| 1974/75       | Vorrundengruppe    | Guadalajara | 1:4             | América     | Jalisco                               | 8. September 1974  |
| 1974/75       | Vorrundengruppe    | América     | 1:0             | Guadalajara | Azteca                                | 26. Januar 1975    |
| 1990/91       | Vorrundengruppe    | Guadalajara | 0:1             | América     | Jalisco                               | 29. August 1990    |
| 1990/91       | Vorrundengruppe    | América     | 2:1             | Guadalajara | Azteca                                | 17. September 1990 |
| Apertura 2016 | Halbfinale         | América     | 1:1 (3:4 i. E.) | Guadalajara | Azteca                                | 26. Oktober 2016   |
| Clausura 2019 | Viertelfinale      | América     | 2:0             | Guadalajara | Azteca                                | 13. März 2019      |

### Heimbilanzen im Pokalwettbewerb
| Heimbilanz     | Spiele | S | U | N | Tore H | Tore A |
| -------------- | ------ | - | - | - | ------ | ------ |
| Club América   | 8      | 4 | 4 | 0 | 10     | 05     |
| CD Guadalajara | 6      | 1 | 3 | 2 | 06     | 09     |

| Tore H: Tore der Heimmannschaft     |
| Tore A: Tore der Auswärtsmannschaft |

Anmerkung: Die beiden im Elfmeterschießen gewonnenen Spiele fließen als Remis in die Derbybilanz ein.

## Spiele um den Supercup
| Saison  | Runde  | Heim    | Ergebnis | Gast        | Stadion                | Datum          |
| ------- | ------ | ------- | -------- | ----------- | ---------------------- | -------------- |
| 1963/64 | Finale | América | 0:2      | Guadalajara | Olímpico Universitario | 26. April 1964 |
| 1964/65 | Finale | América | 1:2      | Guadalajara | Olímpico Universitario | 14. März 1965  |

## CONCACAF Champions League
| Saison | Runde        | Heim        | Ergebnis | Gast        | Stadion                | Datum          |
| ------ | ------------ | ----------- | -------- | ----------- | ---------------------- | -------------- |
| 1985   | 1. Runde     | América     | 3:1      | Guadalajara | L.A. Memorial Coliseum | 9. April 1985  |
| 1985   | 1. Runde     | Guadalajara | 1:1      | América     | L.A. Memorial Coliseum | 23. April 1985 |
| 2004   | Achtelfinale | Guadalajara | 0:3      | América     | Estadio AKron          | 6. März 2024   |
| 2024   | Achtelfinale | América     | 2:3      | Guadalajara | Aztekenstadion         | 13. März 2024  |

## Copa Libertadores
| Saison | Runde           | Heim        | Ergebnis | Gast        | Stadion | Datum         |
| ------ | --------------- | ----------- | -------- | ----------- | ------- | ------------- |
| 1998   | Vorrundengruppe | Guadalajara | 0:1      | América     | Jalisco | 4. März 1998  |
| 1998   | Vorrundengruppe | América     | 2:0      | Guadalajara | Azteca  | 24. März 1998 |

## Pre Libertadores
Hierbei handelt es sich um Spiele, die im Vorfeld eines Turniers um die Copa Libertadores ausgetragen wurden.
| Saison | Runde               | Team 1  | Ergebnis | Team 2      | Stadion                | Datum           |
| ------ | ------------------- | ------- | -------- | ----------- | ---------------------- | --------------- |
| 1998   | Platzierungsspiel * | América | 2:0      | Guadalajara | Azteca                 | 14. Januar 1998 |
| 1999   | Qualifikation **    | América | 1:0      | Guadalajara | L.A. Memorial Coliseum | 8. August 1999  |

* In diesem Spiel ging es lediglich darum, wer im späteren Turnier als Mexikos Nummer 1 und als Mexikos Nummer 2 startet.

** Dieses Spiel fand im Rahmen eines Qualifikationsturniers zur Teilnahme an der Copa Libertadores 2000 statt (vgl. Statistiken des CD Guadalajara bei RSSSF).

## InterLiga
| Saison | Runde             | Team 1  | Ergebnis | Team 2      | Stadion           | Datum          |
| ------ | ----------------- | ------- | -------- | ----------- | ----------------- | -------------- |
| 2009   | Vorrundengruppe * | América | 1:1      | Guadalajara | Robertson Stadium | 3. Januar 2009 |

* Die InterLiga war ein im Januar 2009 ausgetragenes Turnier, um zwei weitere mexikanische Teilnehmer an der Copa Libertadores zu ermitteln. Chivas qualifiziert sich, América nicht.

## Privatspiele
Von den 39 seit Einführung des Profifußballs ausgetragenen Privatspielen zwischen den beiden Rivalen fanden nur insgesamt elf in Mexiko-Stadt (sieben) und Guadalajara (vier) statt, die alle im Rahmen von Privatturnieren ausgetragen wurden. Alle vier Testspiele in den 1950er und 1960er Jahren fanden in anderen mexikanischen Stadien statt und seit 1977 wurden insgesamt 24 Spiele in den USA ausgetragen, um den dort lebenden Fans beider Mannschaften die Möglichkeit zu geben, ihre Lieblinge live zu sehen. Häufigster Austragungsort mit neun Begegnungen war das Memorial Coliseum in Los Angeles, wo die größte mexikanische Gemeinde der USA lebt.
| Turnier       | Team 1      | Ergebnis        | Team 2      | Stadion                          | Datum              |
| ------------- | ----------- | --------------- | ----------- | -------------------------------- | ------------------ |
| Testspiel     | Guadalajara | 2:2             | América     | General Ángel Flores (Culiacán)  | 27. Mai 1950       |
| Testspiel     | América     | 1:4             | Guadalajara | General Ángel Flores (Culiacán)  | 28. Mai 1950       |
| Pentagonal    | América     | 1:2             | Guadalajara | Olímpico Universitario           | 5. Februar 1959    |
| Pentagonal    | América     | 2:1             | Guadalajara | Olímpico Universitario           | 17. Januar 1960    |
| Pentagonal    | Guadalajara | 2:3             | América     | Jalisco                          | 24. Februar 1961   |
| Pentagonal    | América     | 2:1             | Guadalajara | Olímpico Universitario           | 27. Januar 1963    |
| Hexagonal     | América     | 5:3             | Guadalajara | Olímpico Universitario           | 13. Februar 1964   |
| Testspiel     | América     | 4:1             | Guadalajara | Olímpico de Villahermosa         | 6. Oktober 1964    |
| Interciudades | Guadalajara | 2:4             | América     | Jalisco                          | 4. April 1965      |
| Interciudades | América     | 4:1             | Guadalajara | Olímpico Universitario           | 2. Mai 1965        |
| Hexagonal     | Guadalajara | 0:0             | América     | Jalisco                          | 4. Februar 1966    |
| Testspiel     | América     | 0:0             | Guadalajara | Tamaulipas (Tampico)             | 7. Mai 1966        |
| Testspiel     | Guadalajara | 1:0             | América     | L.A. Memorial Coliseum           | 23. August 1977    |
| Triangular    | América     | 3:1             | Guadalajara | L.A. Memorial Coliseum           | 3. September 1979  |
| Cuadrangular  | Guadalajara | 2:1             | América     | Jalisco                          | 13. Oktober 1980   |
| Testspiel     | Guadalajara | 1:0             | América     | L.A. Memorial Coliseum           | 10. November 1980  |
| Cuadrangular  | América     | 1:0             | Guadalajara | Azteca                           | 5. September 1981  |
| Testspiel     | América     | 2:5             | Guadalajara | L.A. Memorial Coliseum           | 11. November 1984  |
| Testspiel     | Guadalajara | 1:1 (3:0 i. E.) | América     | L.A. Memorial Coliseum           | 27. März 1996      |
| Copa Miditel  | Guadalajara | 1:1 (4:3 i. E.) | América     | Qualcomm (San Diego)             | 18. April 1997     |
| Testspiel     | América     | 2:3             | Guadalajara | Oakland Coliseum                 | 10. Oktober 1997   |
| Copa Pegaso   | Guadalajara | 1:1             | América     | L.A. Memorial Coliseum           | 10. Januar 1999    |
| Testspiel     | América     | 1:0             | Guadalajara | Spartan (San José)               | 21. Juli 1999      |
| Testspiel     | Guadalajara | 1:1             | América     | Cotton Bowl (Dallas)             | 24. Juli 1999      |
| Testspiel     | América     | 2:2             | Guadalajara | Pacific Bell (San Francisco)     | 13. März 2003      |
| Testspiel     | Guadalajara | 0:2             | América     | L.A. Memorial Coliseum           | 10. April 2003     |
| Testspiel     | Guadalajara | 1:0             | América     | Soldier Field (Chicago)          | 8. Oktober 2004    |
| Testspiel     | América     | 3:0             | Guadalajara | SBC Park (San Francisco)         | 26. März 2005      |
| Testspiel     | América     | 2:1             | Guadalajara | L.A. Memorial Coliseum           | 11. August 2005    |
| Testspiel     | Guadalajara | 1:1             | América     | University of Phoenix (Glendale) | 31. Oktober 2006   |
| Testspiel     | Guadalajara | 2:0             | América     | Toyota Park (Chicago)            | 4. September 2008  |
| Testspiel     | América     | 1:2             | Guadalajara | Arrowhead (Kansas City)          | 16. September 2009 |
| Testspiel     | Guadalajara | 1:0             | América     | Sam Boyd (Las Vegas)             | 3. Jul 2013        |
| Testspiel     | América     | 1:1             | Guadalajara | L.A. Memorial Coliseum           | 9. September 2018  |
| Testspiel     | América     | 0:0             | Guadalajara | Soldier Field (Chicago)          | 8. September 2019  |
| Copa GNP MEX  | Guadalajara | 4:3             | América     | Olímpico Universitario           | 16. Juli 2020      |
| Testspiel     | América     | 2:0             | Guadalajara | Cotton Bowl (Dallas)             | 5. September 2021  |
| Testspiel     | América     | 3:1             | Guadalajara | Bobby Dodd Stadium (Atlanta)     | 25. September 2022 |
| Testspiel     | América     | 2:0             | Guadalajara | Rose Bowl Stadium (Pasadena)     | 15. Oktober 2023   |

## Spieler, die bei beiden Vereinen unter Vertrag standen

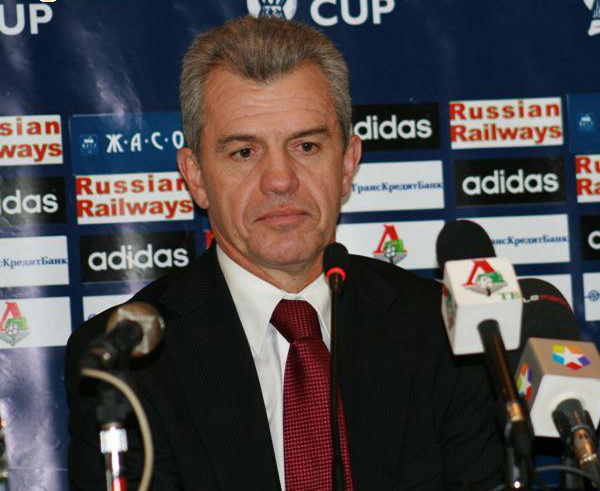
Javier Aguirre begann seine Profikarriere beim Club América und beendete sie beim Club Guadalajara.

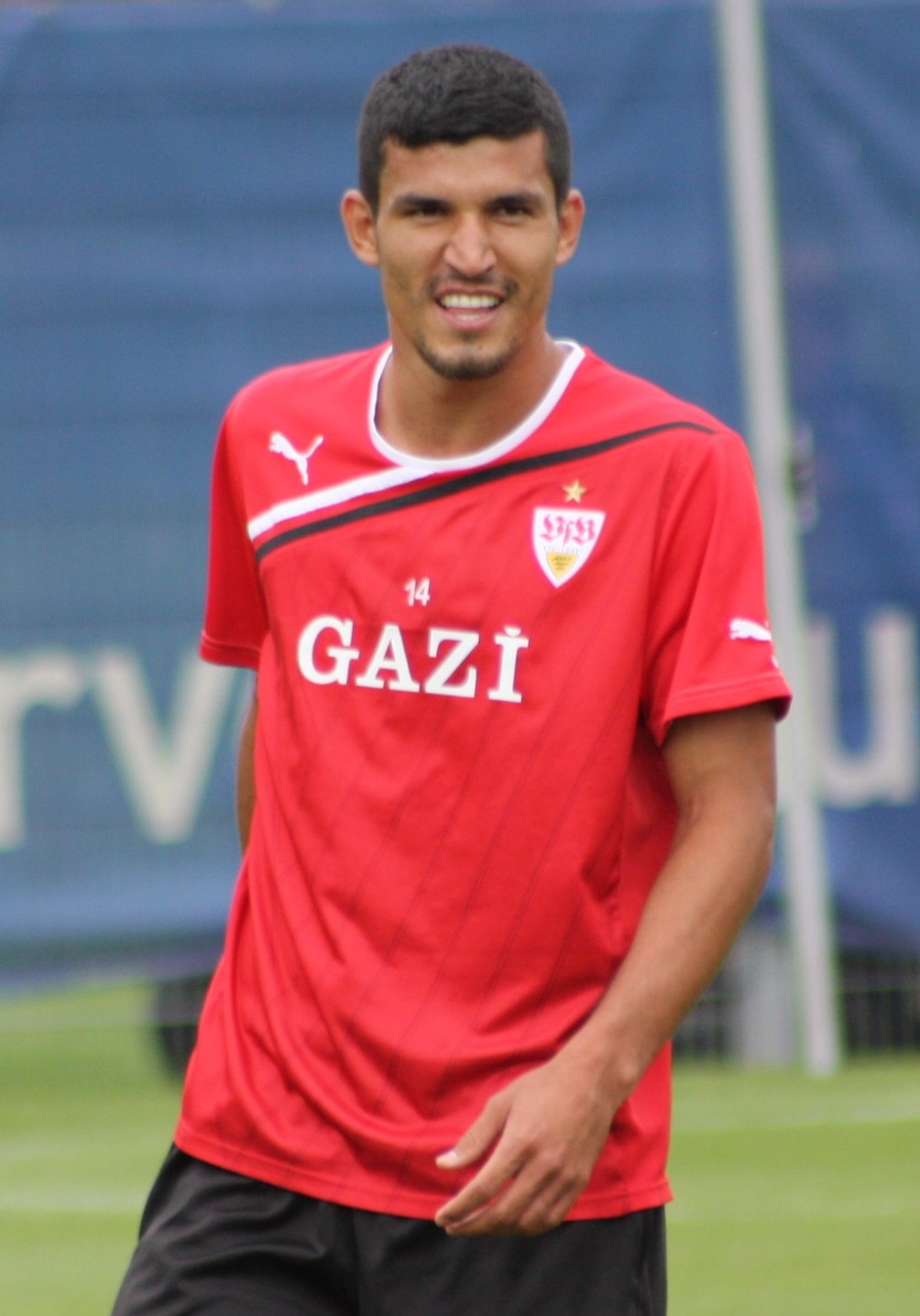
Maza Rodríguez ist der bisher einzige Spieler, der mit beiden Mannschaften Meister wurde.

Eine Reihe von Spielern trug die Trikots beider Vereine. Nachstehend seien nur einige der Bekanntesten genannt.
Den Anfang machte (zumindest während der Profiära) der in Guadalajara geborene Torhüter Salvador Mota, der von 1942 bis 1944 für América spielte und die nächsten drei Jahre beim Repräsentanten seiner Heimatstadt unter Vertrag stand, ehe er die meiste Zeit seiner Laufbahn in Diensten des damals noch in der Hauptstadt ansässigen Club Atlante verbrachte.
Ein anderer und ebenfalls in Guadalajara geborener Torhüter, der für beide Vereine spielte,
war der langjährige Nationaltorwart Oswaldo Sánchez. Er debütierte bei seinem Heimatverein Atlas, bevor er 1996 zu América und von dort 1999 direkt zu Chivas, dem Hauptrivalen seiner beiden vorherigen Vereine, wechselte.
Als Schlüsselspieler beider Vereine fungierte der langjährige Nationalspieler und spätere Nationaltrainer Javier Aguirre. Der geborene Hauptstädter durchlief den Nachwuchsbereich des Club América, für den er zwischen 1979 und 1984 seine erste Profistation absolvierte. Zwischen 1987 und 1993 stand er bei Guadalajara unter Vertrag, wo er seine Spielerlaufbahn auch beendete.
Ein weiteres Talent aus dem Nachwuchs der Americanistas war der ehemalige Stürmer Carlos Hermosillo. Er stand zunächst von 1994 bis 1998 sowie später noch einmal in der Saison 1999/00 bei América unter Vertrag und beendete seine aktive Karriere 2001 in Diensten von Chivas.
Der in Guadalajara geborene Joel Sánchez Ramos war den umgekehrten Weg gegangen. Ausgebildet bei Chivas, begann dort 1995 seine Profikarriere. 1999 wechselte er ausgerechnet zum Club América, kehrte aber 2001 mit den Worten „Ich bin ein Chiva und werde es immer sein“ zurück.
Ramón Ramírez, Nationalspieler mit 122 Länderspieleinsätzen, stand von 1994 bis 1998 sowie noch einmal zwischen 2002 und 2004 bei Chivas unter Vertrag. Sein Verkauf an América im Anschluss an die erste Etappe hatte die Chivas-Fangemeinde zutiefst schockiert. Doch sein Aufenthalt bei América war nicht vergleichbar mit seiner großen Zeit bei Chivas und so wechselte er nach nur einer Halbsaison (Verano 99) zu den UANL Tigres und später zurück zu Chivas.
Auch der aktuelle Sportdirektor des Club América, Ricardo Peláez, spielte nicht nur für die Americanistas (von 1985 bis 1987 sowie noch einmal in der Saison 1997/98), sondern ließ seine aktive Laufbahn zwischen 1998 und 2000 bei Chivas ausklingen.
Der „Held der Finalspiele von 1997“, Gustavo Nápoles, der zum 6:1-Sieg gegen die Toros Neza vier Tore beisteuerte, spielte zwischen 1995 und 2002 nicht nur insgesamt fünf Jahre für Chivas, sondern dazwischen auch eine Halbsaison (1999) für América.
Zuletzt wechselte im Januar 2013 der Nationalspieler Francisco „Maza“ Rodríguez nach seinen Stationen bei der PSV Eindhoven und dem VfB Stuttgart zu América, nachdem er die ersten sechs Jahre als Profi beim CD Guadalajara verbracht hatte. Er war der erste Spieler, der mit beiden Vereinen den Meistertitel gewann.

## Trivia
Die Spielerin von Chivas Femenil, Michelle González, berichtete Ende November 2019, dass ihr vom Fahrer eines öffentlichen Verkehrsmittels, der sich zum Club América bekannte, der Zutritt zu dem von ihm gesteuerten Fahrzeug verweigert worden sei, weil sie eine Sporthose vom Club Deportivo Guadalajara trug und er sie deshalb nicht befördern wollte.